# Миджорн
Миджорн (исп. Migjorn) — район (комарка) на острове Майорка, входит в провинцию Балеарские острова Испании.

## Муниципалитеты
1. Кампос
2. Феланич
3. Льюкмайор
4. Сес-Салинес
5. Сантаньи